# Tropfsteinhöhle von Petralona

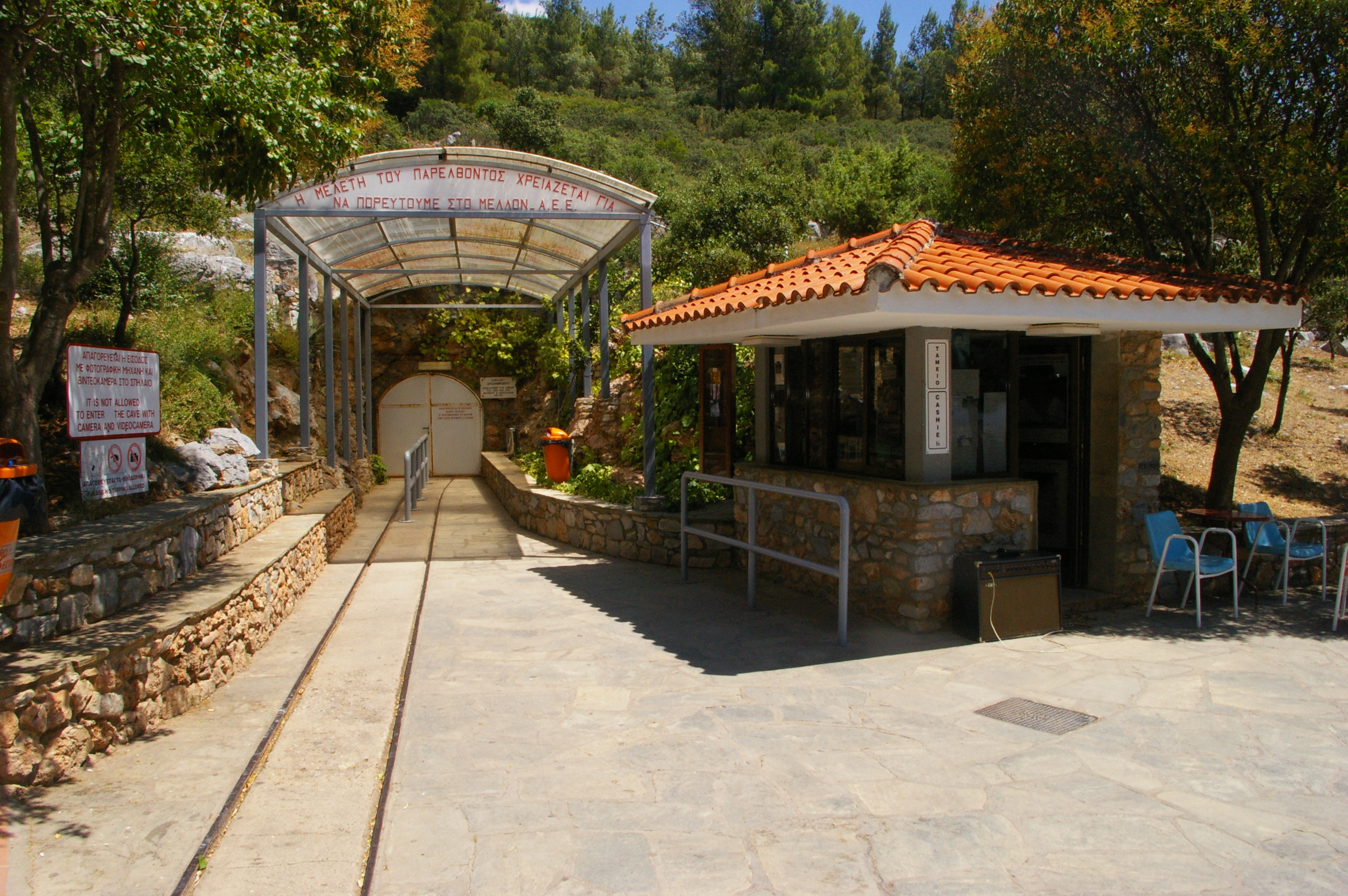
Eingangsbereich der Petralona-Höhle

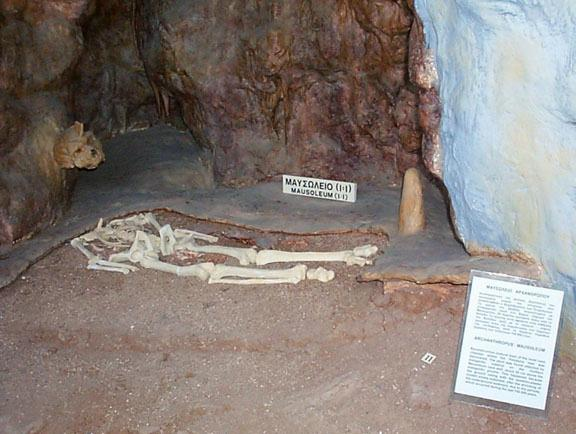
Nachbildung des Fundortes von Petralona 1

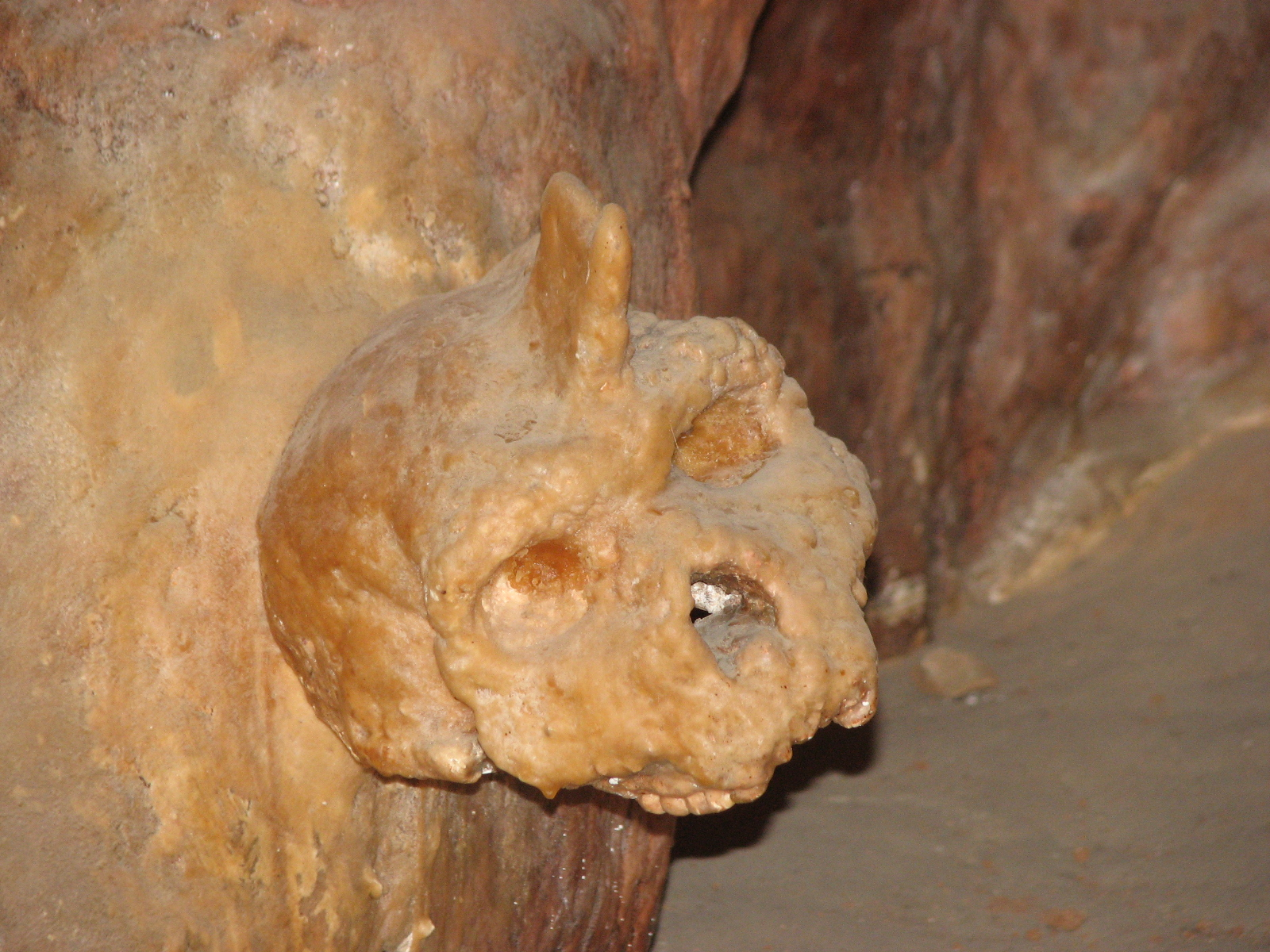
Der Schädel Petralona 1 (Nachbildung des Zustandes beim Auffinden)

Die Tropfsteinhöhle von Petralona (griechisch σπήλαιο Πετραλώνων, spíleo Petralónon, auch Kokkines Petres, Κόκκινες Πέτρες, Kókkines Pétres, „rote Steine“) ist eine Tropfsteinhöhle am Berg Katsika in der Nähe von Petralona (Πετράλωνα, Petrálona), das auf der Halbinsel Chalkidiki, in der griechischen Region Makedonien, liegt.

## Museum
Heute existiert neben dem Höhlengang ein archäologisches Museum, das Funde aus der Höhle – Knochen, Zähne, Werkzeuge, Fossilien – ausstellt. Es bietet auch eine Höhlen-Führung durch den 800 Meter langen Rundgang an.
Von 1978 bis 2018 war die Höhle als Schauhöhle zugänglich, ergänzt durch das Museum. Nach langen Streitigkeiten zwischen dem griechischen Staat und dem Archäologen Dr. Aris N. Poulianos, der in der Höhle seit 1965 Ausgrabungen anstellte und auch die Schauhöhle und das Museum betrieb, wurde die wissenschaftliche Arbeit in der Höhle 1983 vom Staat verboten. 2011 wurde die Höhle ganz vom Staat übernommen und Ende 2018 für Restaurationsarbeiten geschlossen. Inzwischen (Stand: April 2024) sind Höhle und Museum gegen 8 (reduziert: 4) Euro Eintrittsgeld wieder zugänglich.

## Das FossilPetralona 1
1959 entdeckte ein Bewohner Petralonas die Höhle, in der er aufgrund eines Tropfgeräusches eine Quelle vermutete. Der Geologe und Höhlenforscher Ioannis Petrocheilos erforschte daraufhin die verschiedenen „Säle“ der Höhle, die aufgrund eines Felssturzes bis dahin versteckt geblieben waren.
1960 fand Petrocheilos den vollständig erhaltenen, fossilen Schädel eines bei Eintritt des Todes ca. 30 Jahre alten Vertreters der Gattung Homo, der zeitweise Archanthropus europeaus petraloniensis genannt wurde (Sammlungsnummer: Petralona 1). Der Schädel wurde 1981 auf ein Alter von 160.000 bis 240.000 Jahren datiert. 2025 wurde ihm jedoch ein Alter von 286.000 ± 9000 Jahren zugeschrieben, was bedeutet, dass zugleich frühere Datierungen bestätigt wurden, die ein Mindestalter von 300.000 Jahren berechnet hatten. Das Innenvolumen des Schädels beträgt rund 1200 cm³ und ähnelt mit anderen Merkmalen – u. a. der Gestalt der Überaugenwülste – Kabwe 1 aus Sambia und dem Fossil Arago XXI aus der Fundstätte Tautavel in Südfrankreich. Das Fossil kann beiden Datierungen zufolge dem späten Homo heidelbergensis zugeordnet werden; aus Homo heidelbergensis gingen nach gegenwärtiger Auffassung die Neandertaler hervor. Zu dieser Datierung passt, dass einige Merkmale des Schädels denen der Neandertaler ähneln, andere Merkmale hingegen zu deutlich älteren Fossilien passen: „Der Schädel sieht aus, als habe man das Gesicht eines Neandertalers auf den Gehirnschädel einer anderen Spezies verpflanzt.“ Die Fundstelle des Schädels wird als „Mausoleum“ bezeichnet.
In einem den Höhlen-„Säle“, dem „Friedhof der Giganten“, wurden Knochen wilder Tiere gefunden. Verwahrort der Funde ist die Paläontologische Abteilung der Aristoteles-Universität Thessaloniki.

## Belege
1. ↑  Petralona Cave. Ministry of Culture and Sports, abgerufen am 25. April 2024 (englisch).
2. ↑  Administrative Information: Petralona Cave. Stand: 22. April 2024.
3. ↑  P. Kokkoros und A. Kanellis: Découverte d’un crâne d’homme paléolithique dans la péninsule chalcidique. In: L’Anthropologie. Band 64, Nr. 5–6, 1960, S. 438–446.
4. ↑  G. J. Hennig et al.: ESR-dating of the fossil hominid cranium from Petralona Cave, Greece. In: Nature. Band 292, 1981, S. 533–536; doi:10.1038/292533a0.
5. ↑  Christophe Falguères et al.: New U-series dates on the Petralona cranium, a key fossil in European human evolution. In: Journal of Human Evolution. Band 206, 2025, 103732, doi:10.1016/j.jhevol.2025.103732.
6. ↑  A. G. Latham und H. P. Schwarcz: The Petralona Hominid Site: Uranium-Series Re-Analysis of ‚Layer 10‘Calcite and Associated Palaeomagnetic Analyses. In: Archaeometry. Band 34, Nr. 1, 1992, S. 135–140; doi:10.1111/j.1475-4754.1992.tb00483.x.
7. ↑  Michael Balter: In Search of the First European. In: Science. Band 291, Nr. 5509, 2001, S. 1724; doi:10.1126/science.291.5509.1722
8. ↑  Ian Tattersall: The Strange Case of the Rickety Cossack – and Other Cautionary Tales from Human Evolution. Palgrave Macmillan, New York 2015, S. 145, ISBN 978-1-137-27889-0.
9. ↑  Donald Johanson und Blake Edgar: Lucy und ihre Kinder. 2. aktualisierte und erweiterte Auflage, Elsevier Verlag, München 2000, S. 214, ISBN 978-3-8274-1670-4.

Koordinaten: 40° 22′ 28,5″ N, 23° 10′ 0″ O